# 上泉信綱

上泉信綱の銅像（群馬県前橋市、上泉自治会館）

上泉 信綱（かみいずみ のぶつな、あるいは、こういずみ のぶつな〈cf. 〉。永正5年〈1508年〉? - 天正5年1月16日〈1577年2月3日〉?）は、戦国時代の日本の兵法家。一時期の武家官位名を添えた「上泉 伊勢守（ － いせのかみ）」の名でもよく知られる（cf. 武家官位としての伊勢守）。上泉氏の本貫地の出身で、出生地は上野国勢多郡桂萱郷上泉村（現・群馬県前橋市上泉町内）あるいはその近傍とされる (cf. )。生年は推測 (cf. )、没年は天正10年（1582年）など諸説ある (cf. )。
剣聖と讃えられる剣豪の一人で、新陰流の祖。

## 同時代史料上の上泉信綱

### 『言継卿記』の大胡武蔵守
上泉信綱は、戦国時代の史料上には、山科言継の日記『言継卿記』に、永禄12年（1569年）1月15日 - 元亀2年（1571年）7月21日まで32回みえている。「大胡武蔵守」として多く現れ、「上泉武蔵守（信綱）」などとある。伊勢守とはみえない。
『言継卿記』によると、永禄12年1月15日、卜部兼興の子・長松丸の訴状に「叔母舅」の大胡武蔵守としてみられる。以後、武蔵守は言継を訪問するようになる。ただし5月16日から元亀元年（1570年）5月22日までは年始の挨拶1回のみである。元亀元年5月23日には言継は軍配を上泉武蔵守信綱から伝授された。6月28日信綱は従四位下に叙せられたことを言継に語っている。また武蔵守が兵法を披露するのは元亀元年8月10日の梨本宮門跡と19日の太秦真珠院での2回のみである。元亀2年3月には武蔵守は近日在国するとあり、7月2日に武蔵守が大和国から上京している。7月21日、信綱は京を去り故郷へ向かうことを言継に伝え、言継から下野国結城氏への紹介状を得ている。

### その他の古文書
- 長野氏の軍制を記した「上野国群馬郡箕輪城主長野信濃守在原業政家臣録（永禄元戊午年正月廿九日改軍評定到着帳）」（『箕輪町誌』収録）には、勢多郡上泉の住人の「上泉伊勢守時則」が下柴砦の主[* 1]としてみえる。これを『桂萱村誌』（桂萱地区自治会連合会桂萱村誌刊行委員会、2006年）は諱が違うものの信綱が長野氏に仕えたのは間違いないとする。
- 上泉伊勢守が門弟・丸目蔵人佐とともに将軍・足利義輝に兵法を披露し、それに対する義輝からの感状が、熊本県の丸目家に所蔵される。永禄7年（1564年）のものと言われるが、年次の記載は無く実際のところは不詳。少なくとも永禄8年5月19日（1565年）の義輝討死以前と推測される。ただし、感状自体の真偽について考証を要すると指摘されている[1]。
- 永禄8年（1565年）4月、柳生宗厳に与えた印可状（現・柳生延春所蔵）が存在している。
- 永禄8年8月付で、宝蔵院胤栄への印可状（現・柳生宗久所蔵）が伝来する[1]
- 丸目蔵人佐に対し、永禄10年（1567年）2月に与えた目録[1]と、同年5月に与えた印可状[2]が残る。

これらの印可状・目録の中で信綱は「上泉伊勢守藤原信綱」と記されている。尾張柳生の『兵法由来覚』には、「上泉伊勢守後、武蔵守と改申候」と記されている（『前橋市史 第一巻』 p.981.比較的信用できる資料としている）。

## 伝承や後世史料にみえる上泉伊勢守
上野国は赤城山麓の川原浜（上野国勢多郡川原浜。現在の群馬県前橋市河原浜町、明治22年の勢多郡大胡村河原浜、明治初期の南勢多郡河原浜村）に所在した大胡城に拠った藤原秀郷流の大胡氏の一族とみられ、大胡城の西南2里に位置した桂萱郷上泉村（現・前橋市上泉町内）に住んだ上泉氏の出身。上泉城主であるとともに、兵法家として陰流・神道流・念流などの諸流派を学び、その奥源を究め、特に陰流から「奇妙を抽出して」新陰流を大成した。
信綱は箕輪城の長野氏に仕えた。長野氏滅亡後、長野氏旧臣を取り立てた武田信玄には仕えず、落城後、新陰流を普及させるため神後宗治、疋田景兼らの高弟と共に諸国流浪の旅に出たと伝わる。
嫡男は秀胤で、その子泰綱の子孫は米沢藩士として存続したと伝える。
剣聖と謳われ、袋竹刀を発明したとも伝わる（『桂萱村誌』）。多くの流派の祖とされ、様々な伝承が各流派に伝わる。一方子孫と伝える上泉氏も独自の家伝を持っている（後述）。

### 信綱の誕生と出自
名字は「大胡（おおご）」。通称の姓は「上泉」で、読みは「かみいずみ（歴史的仮名遣：かみいづみ）」もしくは「こういずみ（歴史的仮名遣：こういづみ）」。居城のあった現在の前橋市上泉町の「上泉」の読みは「かみいずみ（歴史的仮名遣：かみいづみ）」。
名は、『言継卿記』では大胡武蔵守または上泉武蔵守信綱。『武芸流派大事典』によると、自弁当流（神影正兵法備具兵神宜武士道居合）の伝書に秀長とあり（綿谷によれば初名）、次に秀綱、永禄8 - 9年から信綱だとする。『関八州古戦録』では金刺秀綱。伊勢守、のち武蔵守を名乗った。
上野国は赤城山麓の上泉（現在の群馬県前橋市上泉町）で生まれたと伝えられるが、異伝は上泉城を生誕地とする。生年は史料が無く、不明。尾張柳生家の柳生厳長は『正伝新陰流』（1957年）で永正5年（1508年）としている。
父は、『武芸流派大事典』や『国史大辞典』など通説によると大胡武蔵守秀継とされる。ただし異説もあり、『撃剣叢談』（三上元龍、1790年）では憲綱、上泉家伝来の系譜では上泉武蔵守義綱とある。
なお通説では大胡氏の一族とされるが、子孫という上泉家の家伝では一色氏の一族が大胡氏の名跡を継ぎ上泉氏の祖となったと伝える。

### 剣の師について
陰流、神道流、念流を学んだという信綱であるが、その師については諸説ある。
陰流
愛洲移香斎（久忠）を師とする説と、移香斎の子・元香斎小七郎（猿飛陰流）を師とする2説がある。
愛洲小七郎説
下川潮は『剣道の発達』（大日本武徳会、1925年）で小七郎説をとる。また、久忠の子孫・平沢氏の記録「平澤家傳」（「平澤家伝記」）には信綱に陰流を伝承した記述はない。
疋田豊五郎が発行した伝書は全て、愛洲移香→愛洲小七郎→上泉武蔵守→疋田豊五郎となっている。
愛洲移香斎（久忠）説
尾張柳生家の柳生厳長は『正伝新陰流』にて移香斎説をとる。今村嘉雄は『図説日本剣豪史』で『正伝新陰流』の見解に賛同する。
神道流
松本備前守を師とする説とこれ以外を挙げる説がある。
松本備前守説
「武術流祖録」（天保14年）では、松本備前守政元に師事したという。
天真正伝香取神道流宗家・飯篠家では代々飯篠家直の高弟である松本備前守に信綱が師事したと伝承する。
太田亮は『姓氏家系大辞典』（姓氏家系大辞典刊行会、1934年）で松本尚勝に師事したとする。ただし太田は愛洲氏について指摘しない。
武術史研究家・綿谷雪や直心影流15代山田次朗吉によると、直心影流などの伝書にみえる「杉本備前守」は「杉本」が「松本」の誤字であって「松本備前守」を意味するとされている。
杉本備前守政元説
直心影流18代石垣安造は著書『直心影流極意伝開』（新樹社、1992年）で、武術流祖録の内容は直心影流の兵法伝記からの写しであり、姓だけを勝手に杉本から松本にすり替えて改変したもので、「杉本」が「松本」の誤字ではなく、元禄の初めから現在まで直心影流は「松本備前守」ではなく「杉本備前守政元」が流祖であると主張している。
師の名を不記載
今村嘉雄は『図説日本剣豪史』では、信綱は念阿弥慈恩を流祖とする念流の流伝を学び、さらに飯篠長威斎の流伝になる神道流を修めたとし、師の名は挙げない。
『正伝新陰流』では、備前守の信憑は飯篠宗家の記録が唯一だとし、ただ長威より50 - 60年代後代の人とあるだけでは、極めてあいまいだと論考している。

### 箕輪長野氏家臣時代
『撃剣叢談』によると、1555年（天文24年）北条氏康の大胡城攻撃に会い開城したという。その後、長野業正とその子長野業盛に仕え、武田信玄・北条氏康の大軍を相手に奮戦し、長野の16人の槍と称えられ、上野国一本槍の感謝状を長野業盛からもらったという。長野家滅亡時、武田信玄の仕官要請を断り、それを惜しんだ信玄（諱は晴信）の偏諱授与により、諱を信綱と改めたという逸話が『甲陽軍鑑』にある。

### 諸国流浪と剣術指南
江戸時代の『箕輪軍記』・『関八州古戦録』・『甲陽軍鑑』などによると、箕輪落城後、新陰流を普及させるため門弟と共に諸国流浪の旅に出るという。同行の門弟について、『本朝武芸小伝』は神後伊豆守・疋田文五郎など、『柳生家文書』では疋田分五郎と鈴木意伯が従ったとされる。
諸国流浪の年代は、『本朝武芸小伝』によると永禄6年（1563年）上洛という。『甲陽軍鑑』には古河公方・足利義氏に招かれたと書かれるが、真偽は不明。『武功雑記』には、信綱は上洛の帰途に山本勘助に会い、同行していた弟子・疋田が勘助と対戦してこれを破ったとある。ただし疋田の動向・勘助の没年などからフィクションらしいとされる。
「兵法由来覚」では、信綱一行は本国を出たのち伊勢神宮へ向かい、そこで柳生のことを聞き大和へ赴いたとする。年次の記載は無い。一方『正伝新陰流』では、京洛へ向かう途中で伊勢の北畠具教を訪ね、彼から奈良宝蔵院の胤栄のことを聞いてそこへ向かい、胤栄と柳生宗厳と出会いこれを下したとする。永禄6年のことという。
永禄8年には柳生宗厳・胤栄に印可状を与え、永禄10年には目録を丸目蔵人佐に与えた。「兵法由来覚」では疋田景兼・香坂要も免状を受けたとする。
なお、確かな同時代史料である山科言継の日記『言継卿記』にある上洛期間は永禄12年1月15日 - 元亀2年7月21日までである。元亀2年7月21日に京を去り故郷へ向かったとある。
箕輪城落城年の問題
長野氏の本拠箕輪城落城の年次は落城に関する古文書が無く、後代の戦記物『箕輪軍記』『箕輪記』『上州治乱記』『関八州古戦録』『甲陽軍鑑』などに記載された永禄6年落城説が通説であった。しかし、近年の研究により、同時代史料である『長年寺古文書』（高崎市榛名町）にある永禄9年（1566年）に落城した説が有力となった。このため、永禄6年から信綱が諸国を往来していたという伝承や印可状・目録が問題となっている。永禄7年・永禄8年は武田氏侵攻により、長野氏側の諸城（倉賀野城、松井田城、安中城など）が防衛戦、落城していった年であり、この時期に長野家臣と伝来する信綱が主君の元を離れるのは不自然のためである。『新修高崎市史』では永禄9年の落城後に諸国流浪をしたのではとしている。

### 没年

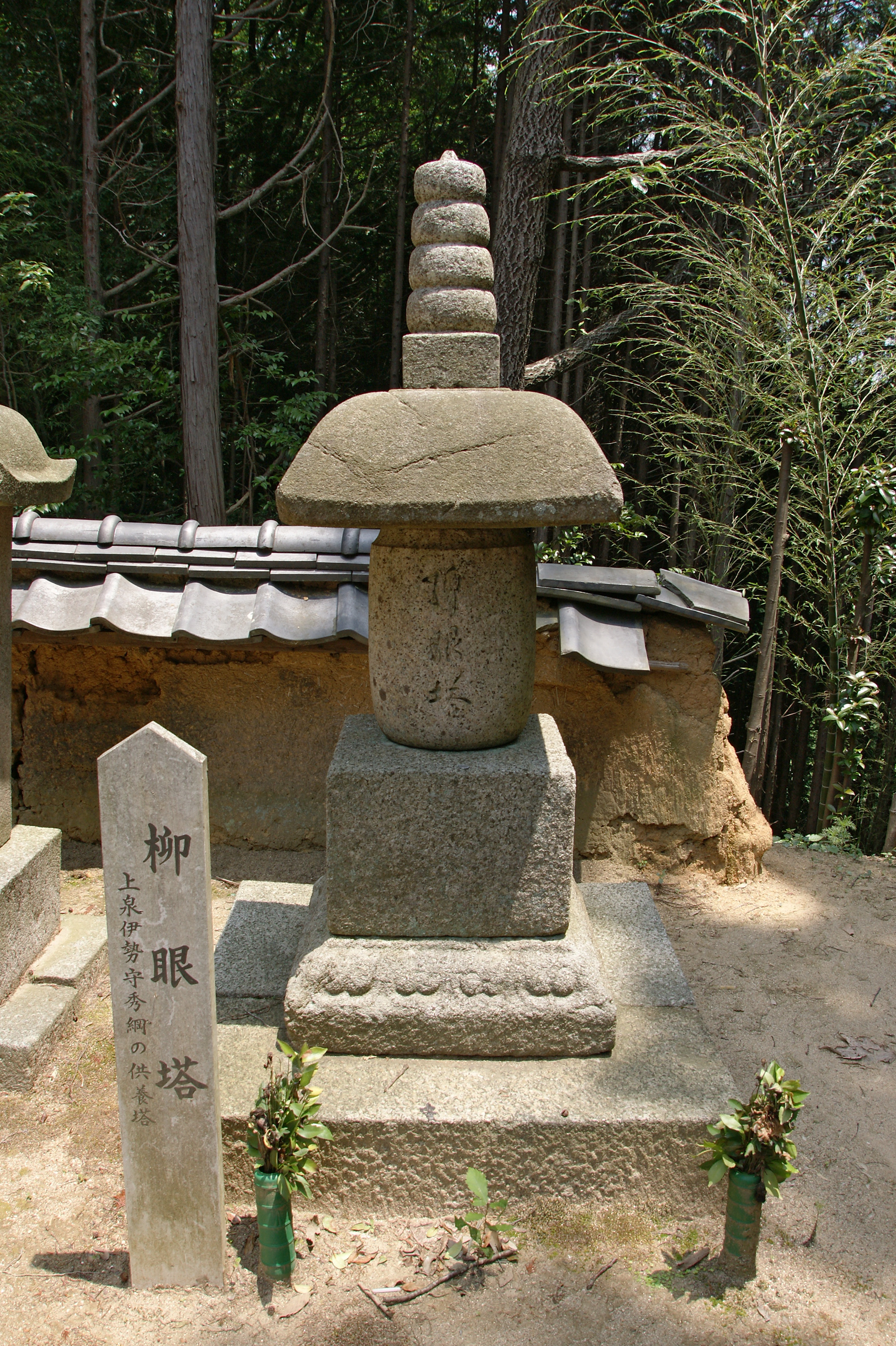
芳徳寺の柳生一族墓所にある信綱の供養塔「柳眼塔」

その最期についても諸説ある。『関八州古戦録』、『上野国志』によれば天正5年に大和の柳生谷で亡くなり墓があるとする。ただし柳生には墓でなく芳徳寺に供養塔「柳眼塔」がある。
『武芸流派大事典』では、『橋林寺古文書』及び『西林寺過去帳』によって天正5年と書くが、疑う点も多いとする。まず『西林寺過去帳』には論争があり、没年を天正5年1月16日（1577年）とする『西林寺過去帳』だが、これは寺にある天正5年の開基墓が信綱の墓碑とする説に基づいている。しかし開基墓の解釈には異論があり、嫡男である上泉秀胤の供養碑という説（天正5年1月22日（1577年または天正4年（1576年））に信綱が西林寺を開基し信綱の十三回忌法要を行なったという『武芸流派大事典』所収の口伝に基づく）もある。『定本大和柳生一族』（今村嘉雄、1994年）では、天正5年に信綱が西林寺を開基し秀胤の十三回忌法要を行ったとして、没年を天正5年以後とする。
また気楽流伝書には天正5年4月18日とある。

### 子孫の上泉家による異伝
信綱の子孫と伝える上泉氏は、上泉文書といわれる古文書などを所蔵し、新陰流などが伝える伝承とは異なる独自の伝承を伝える。前橋市上泉町の「上泉伊勢守顕彰・生誕500年祭実行委員会」はこの上泉家伝承を採用しており、上泉家伝承に基づく内容の「剣聖　上泉伊勢守生誕五百年記念碑」を上泉町で2008年に建設したり、シンポジウム・講演会を行うなど活動している。前橋市役所も広報でこの伝承を紹介する。ただし「上泉文書」は一部を除き書籍に採録されておらず、その真偽などについても考証されていない。
諸田政治は、この上泉家の伝承から、松本備前守より天真正伝香取神道流（神道流）を、愛洲久忠（上泉氏伝承では「三好日向」表記）より陰流を修めたとする。なお信綱曽祖父義秀は中条流・念流・京流の達人であり、祖父・時秀はそれに加えて香取神道流を飯篠長威斎に師事、父義綱も松本から天真正伝香取神道流（神道流）を、愛洲久忠から陰流を学んだとし、先祖代々から諸流を修めていたともしている。
加来耕三も同様に上泉文書を閲覧し、諸田説と同じ主張を述べている。また『新陰流軍学『訓閲集』:上泉信綱伝』も、上記の上泉家伝承に基づいて解説する。
信綱没年についても異なる伝承が伝わる。上泉家の口伝書や上杉家の記録によると、天正10年小田原にて没したという。『西林寺過去帳』に関しては諸田が嫡子供養墓説をとっている。

### その他
前橋市上泉町の諏訪神社で行われる上泉獅子舞（承和年間の創始と伝）には、上泉信綱も奉納したと伝わっている。

## 門下
免状を信綱から与えられたのは、疋田景兼・柳生石舟斎・丸目蔵人佐・香坂要だという。また信綱の息子（名前不詳）も大形を伝えられたという。
- 疋田景兼[8]
- 鈴木意伯（神後宗治）[1]
- 柳生石舟斎[8]
- 丸目蔵人佐[8]
- 上泉孫四郎（「兵法由来覚」によると信綱の孫、父も弟子だが名は不詳という[8]）
- 駒川国吉[7]
- 奥山休賀斎[7]
- 野中新蔵成常
- 宝蔵院胤栄[1]

## 官歴
『歴名土代』による。
- 永禄13年（1570年） 6月27日：従四位下、元従五位下

## 上泉信綱が登場する作品
- 池波正太郎『上泉伊勢守』（『日本剣客伝（一）』所収朝日新聞社）
- 山田風太郎
  - 『信玄忍法帖』（講談社、1964年）（角川文庫、1975年）（河出文庫、2005年）
  - 『忍法剣士伝』（講談社、1968年）（角川文庫、1986年）
- 白土三平『忍者武芸帳』（三洋社、1959年 - 1962年）
- 新田次郎『武田信玄 火の巻』（文藝春秋、1974年）

作中では、「上泉(かみずみ)伊勢守秀綱」として登場。
- 池波正太郎『剣の天地』（新潮社、1975年）（新潮文庫、2002年）
- 柴田錬三郎『邪法剣』（新潮文庫、1985年）
- 永岡慶之助『上泉伊勢守信綱』（叢文社、1997年）（『上泉信綱』、学陽書房人物文庫、2009年）
- 海道龍一朗『真剣―新陰流を創った男、上泉伊勢守信綱』（実業之日本社、2003年）（新潮文庫、2005年）（『真剣 新陰流を創った漢、上泉伊勢守信綱』、講談社文庫、2012年）
- 中村晃『新陰流 上泉信綱』（勉誠出版、2004年）
- 斎藤光顕『新の陰流　上泉信綱と疋田文五郎』（郁朋社、2005年）
- 火坂雅志『上杉かぶき衆』（実業之日本社、2009年）
- 斎藤光顕『新陰流　活人剣』（郁朋社、2007年）
- 中条慎也『活人剣聖　上泉信綱』（叢文社、2013年）
- 岩明均　『雪の峠・剣の舞』（講談社、2001年）